# Petar Nadoveza
Petar Nadoveza (Šibenik, 1942. április 9. – ?, 2023. március 19.) jugoszláv válogatott horvát labdarúgó, edző.

## Nemzeti válogatott
A jugoszláv válogatottban egy mérkőzést játszott.

## Statisztika
| Jugoszláv válogatott | Jugoszláv válogatott | Jugoszláv válogatott |
| Időszak              | Mérk.                | gól                  |
| -------------------- | -------------------- | -------------------- |
| 1967                 | 1                    | 0                    |
| Összesen             | 1                    | 0                    |